# Jean-Louis Vissière

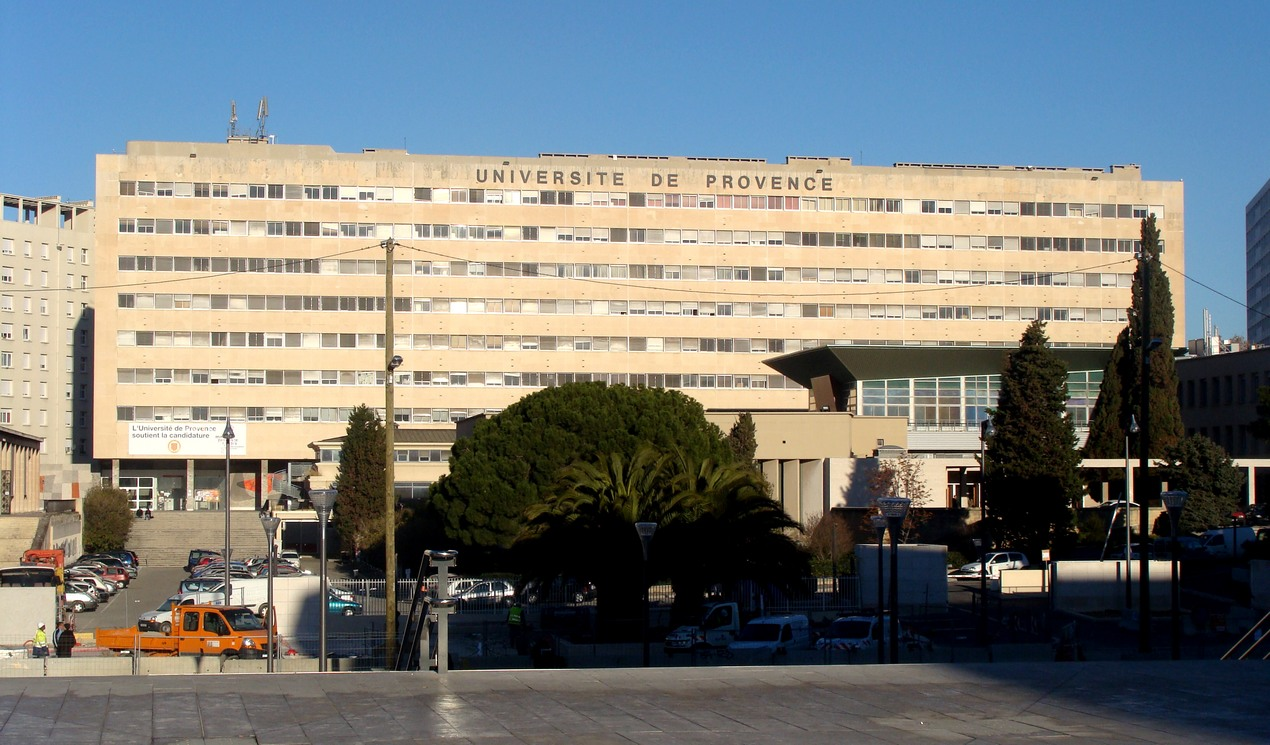
Université de Provence, campus Marseille

Jean-Louis Vissière (Marseille, 1935) was een literatuuronderzoeker en romanschrijver in Frankrijk. Hij specialiseerde zich in de Franse literatuur van de 18e eeuw. Eveneens publiceerde hij samen met zijn echtgenote Isabelle Michel-Vissière (1935-2014), een schrijfster.

## Levensloop
Vissière groeide op in de wijk Longchamp in Marseille. Zijn voortgezet onderwijs deed hij zowel in Marseille, in het Lycée Saint-Charles en het Lycée Thiers, als in Parijs: het Lycée Louis-le-Grand. Aan het École normale supérieure (Parijs) deed hij de studies filologie en behaalde hij het aggregaat klassieke talen (1956). Met dit diploma mocht hij de lessen Frans, Latijn en Oudgrieks geven in het voortgezet onderwijs.
Vissière werd leraar aan het Lycée Jean-Pierre-Vernant in Sèvres, destijds genoemd het Lycée de Sèvres. 
Vissière en zijn echtgenote, die ook in Marseille geboren was, keerden naar Marseille terug. Vissière werd leraar aan het Lycée Marcel-Pagnol; deze openbare school in Marseille legt zich toe op het talenonderwijs, zowel klassieke als moderne talen. Daarnaast legde hij zich toe op literatuuronderzoek van 18e-eeuwse schrijvers in de tijd der Verlichting. Het onderzoek voerde hij uit aan de Université de Provence Aix-Marseille, een universiteit met een campus in Aix en in Marseile. Aanvankelijk had Vissière er het statuut van onderzoeksassistent, later werd hij lector of maître de conférences voor het vak Franse literatuur. Sinds 2000 is hij met pensioen. Nadien publiceerde hij nog onderzoekswerk en begon hij een carrière als romanschrijver.

## Werken

### Romans
- Petits crimes en soutane, 2005
- Petits crimes en Carmagnole, 2006
- Je vais tuer Napoléon !,  2007
- Petits crimes sous le Second Empire, 2009
- Petits crimes sous Louis-Philippe, 2010

### Onderzoekswerk
- Écrits 1788-1794 : une aristocrate révolutionnaire / Isabelle de Charrière textes réunis, présentés et commentés, 1988, samen met zijn echtgenote Isabelle Vissière
- Du donjuanisme au féminisme : le paradoxe du chevalier de Faublas, in het boek Les Femmes et la Révolution française, II: L’Individu et le social, apparitions et représentations,  1990
- La Société française du XVIIIe siècle dans "Les Lettres juives" du Marquis d'Argens, 1990
- La Secte des empoisonneurs : polémiques autour de l'"Encyclopédie" de Diderot et d'Alembert, 1993
- Une liaison dangereuse : correspondance avec Constant d'Hermenches, 1760-1776, 1994, briefwisseling van Isabelle de Charrière, samen met zijn echtgenote
- Théâtre de la foire, samen met zijn echtgenote, 2000
- Lettres édifiantes et curieuses des jésuites de l'Inde au XVIIIe siècle, samen met zijn echtgenote, 2000
- Lettres édifiantes et curieuses des jésuites de Chine 1702-1776, 2002
- Lettres édifiantes et curieuses des jésuites du Levant, 2004
- Cher Voltaire : La correspondance de Madame du Deffand avec Voltaire, samen met zijn echtgenote, 2007